# Marc Fleury
Pour les articles homonymes, voir Fleury.
Marc Fleury (né en 1968 à Paris) est un entrepreneur français, fondateur de l'entreprise JBoss.

## Biographie
Il est diplômé de l'École polytechnique (France) (X1989).
Il travaille pour Sun Microsystems puis pour SAP.
Il crée JBoss en 1999, avant de fonder en 2004 l'entreprise JBoss Inc., éditrice du serveur d'applications J2EE libre JBoss, dont il était le PDG. JBoss a été rachetée par Red Hat en avril 2006. En février 2007, Marc Fleury a quitté le groupe.
En février 2019, il rejoint le comité consultatif de l'entreprise fintech suisse Mt Pelerin, active dans la technologie blockchain appliquée à la banque et à la finance.